# Madonna della Levata
Madonna della Levata (o  Madonna col Bambino e una devota tra i santi Nicola e Andrea) è un dipinto di Giovanni Badile, realizzato con la tecnica della pittura a tempera su tavola, conservato nel Museo di Castelvecchio a Verona.